# Kovanići
Kovanići su naseljeno mjesto u gradu Zenici, Federacija Bosne i Hercegovine, BiH.
Nalaze se na južnoj obali rijeke Bosne, uz željezničku prugu Doboj - Zenica.

## Stanovništvo

### 1991.
Nacionalni sastav stanovništva 1991. godine, bio je sljedeći:
ukupno: 549
- Srbi - 299 (54,46%)
- Muslimani - 236 (42,99%)
- Hrvati - 4 (0,73%)
- Jugoslaveni - 7 (1,28%)
- ostali, neopredijeljeni i nepoznato - 3 (0,54%)

### 2013.
Nacionalni sastav stanovništva 2013. godine, bio je sljedeći:
ukupno: 302
- Bošnjaci - 302 (100%)